# Erős László (újságíró)
Erős László (Kolozsvár, 1913. május 31. – 1998. június 25.) magyar újságíró. Erős Blanka férje.

## Életútja
Szülővárosában a George Bariț líceumban érettségizett, a Ferdinánd Egyetemen szerzett jogi diplomát. Az Orient-Radio (RADOR) távirati iroda munkatársaként kezdte meg pályáját (1933-40), a második világháború után az Erdély és a Tribuna napilapok szerkesztőségében dolgozott, 1948-tól az Egység (később 'Új Út') szerkesztője, majd titkára, 1953-ban a Falvak Dolgozó Népe munkatársa, az Igazság külpolitikai rovatvezetője (1953-68). Kommentárjai és tanulmányai az Előre, A Hét, Korunk, Művelődés hasábjain jelentek meg. Munkája: Bélyeggyűjtők könyve (KKK, 1979). Feleségével, Erős Blankával írt kötete: Soha nem engedem el a kezed (1994).